# شاهنامة آل عثمان
شاهنامه آل عثمان (أو "كتاب ملوك آل عثمان") (بالتركية: Şehnâme-i Âl-i Osmân)‏ هو عمل عثماني يعود تاريخه إلى عام 1558م، يتناول التاريخ الكلي والتركي والعثماني والإسلامي، وقد كُتب باللغة الفارسية.  كتبه الكاتب المؤرخ العثماني فتح الله عارف چلبي (بالتركية: Ârifî Fethullah Çelebi)‏ (المتوفي ق. 1561م-1562م)، ليقدمه إلى السلطان سليمان القانوني (1520م-1566م). يتكوّن هذا المؤلَّف من خمسة مجلدات، ولكن لم يبقَ منها إلا ثلاثة مجلدات معروفة حتى اليوم، هي:  "أنبيانامه" و"عثمان‌نامه" و"سليمان‌نامه". 

## وصف الكتاب
قلَّدَ فتح الله عارف چلبي الجانب الأدبي وإلى حد أقل الجانب البصري، للتصوير الكلاسيكي الذي قدّمه أبو القاسم الفردوسي الطوسي للتاريخ الأسطوري الفارسي كما هو موضح في كتابه "شاهنامه" ("كتاب الملوك")، وهو ما يتضح من توافق عنوان العمل نفسه.  وقد أشار فتح الله عارف صراحةً إلى أن عمل الفردوسي هو نموذجه، وذلك من خلال اختياره لعنوان شاهنامه آل عثمان. 
كان الخطاطون الذين كتبوا هذا العمل من شيراز وشيروان وهرات وكانوا خبراء في خط النستعليق. 
- الكتاب الأول، أنبياء نامه ("كتاب الأنبياء") (بالتركية: Enbiyaname)‏، يبدأ بآدم وحواء عليهما السلام، ويستمر مع عدد من أنبياء العهد القديم وشخصيات بارزة من الأساطير الفارسية مثل الملك قيومرش والملك الضَّحَّاك وأبرزهم جمشيد، وينتهي بصعود النبي محمد ﷺ إلى السماء في معجزة الإسراء والمعراج. يحتوي الكتاب على 48 صفحة نصِّيَّة و10 رسومات، وقد أُنجز في الأيام الأولى من مارس 1558م. [2]
- أما المجلدان الثاني والثالث، وهما مفقودان، فمن المرجح  أنهما كانا مخصصين لسيرة سيدنا النبي محمد بن عبد الله ﷺ وتطور الإسلام بالإضافة إلى تاريخ الملوك الأتراك السابقين، مثل السلاجقة. [2]
- الجزء الرابع غير المكتمل، المُسمّى عثمان‌نامه ("كتاب عثمان") (بالتركية: Osmanname)‏، كان من المفترض أن يحتوي على تاريخ السلالة العثمانية قبل عهد السلطان سليمان القانوني، لكنه ينتهي عند سنة 1402م ويغطي ما يقارب قرنًا من التاريخ العثماني مع 205 صفحة و34 رسمة. [2]
- أما الجزء الخامس، وهو الأطول من بين الأجزاء الثلاثة الباقية، فهو يُعرف أيضًا باسم سليمان‌نامه (بالتركية: Süleymanname)‏. وقد أُنجز في أواخر يونيو أو أوائل يوليو 1558م، ويحتوي على 617 صفحة و69 رسمة، منها أربعة منها لوحات مزدوجة الصفحات، ويتألف من 60,000 بيت شعري. [2]

## وصلات خارجية
- كتاب أبو القاسم الفردوسي: "شاهنامه"، المجلدات الأربع، باللغة التركية.